# Eaton Bishop
Eaton Bishop – wieś i civil parish w Anglii, w hrabstwie Herefordshire. W 2011 civil parish liczyła 414 mieszkańców. Eaton Bishop jest wspomniana w Domesday Book (1086) jako Etune.